# Besének
Besének är ett vattendrag i Tjeckien.   Det ligger i regionen Södra Mähren, i den östra delen av landet, 160 km sydost om huvudstaden Prag.